# Renly Baratheon
Renly Baratheon es un personaje ficticio de la serie de novelas de fantasía Canción de Hielo y Fuego del autor estadounidense George R.R. Martin, y su adaptación televisiva Game of Thrones.
Introducido en 1996 en Juego de tronos, Renly es el más joven de los tres hijos de Lord Steffon Baratheon y Cassana Estermont, y,  el hermano menor de Robert Baratheon y Stannis Baratheon. Es Señor de Bastión de Tormentas y Señor Supremo de las Tierras de la Tormenta. Sirvió como Consejero de los Edictos en el consejo de su hermano, antes de coronarse rey a la muerte de Robert con el apoyo del Dominio y las Tierras de la Tormenta, uno de los muchos sucesos que dan inicio a la Guerra de los Cinco Reyes. Esto lo pone en conflicto con su hermano mayor Stannis, cuyo reclamo al trono es mayor.
Renly Baratheon es interpretado por Gethin Anthony en la adaptación televisiva de HBO.

## Concepción y diseño
Renly es representado como el menor de los tres hermanos Baratheon: Robert, Stannis y Renly. En el prólogo del libro Choque de reyes, el maestre Cressen lo define como un muchacho jovial, alegre y carismático, siempre deseoso de ganarse la atención de los demás, lo cual conseguía gracias a su encanto natural.
Desde un principio se revela que Renly es un hombre atractivo, extremadamente celoso de su cuidado personal. Se afirma que viste los mejores ropajes, posee un afeitado siempre apurado, con un pelo negro ondulado que deja caer sobre los hombros perfectamente arreglado. A su aspecto físico se suma su capacidad para hacer amigos gracias a su carisma y galantería. También resulta ser una persona altiva y deseosa de llamar la atención, manteniendo una actitud jactanciosa aunque cortés.
Si bien todas estas características eran reconocidas unánimemente, la mayoría de los que conocían a Renly le consideraban incapacitado para ser rey; expertos en las intrigas como Petyr Baelish, Olenna Tyrell y Cersei Lannister, o incluso su propio hermano Stannis, no guardaban una buena opinión sobre las capacidades de Renly como posible gobernante, siendo tachado de frívolo y presuntuoso.

Sabía cómo vestirse, cómo ducharse y cómo sonreír... y de alguna manera eso le hizo pensar que estaba capacitado para ser rey
Olenna Tyrell hablando de Renly

Si bien nunca es clarificado en la obra escrita, la relación homosexual de Renly con Loras Tyrell se hace evidente en la serie televisiva. Ambos hombres se encuentran entre los personajes LGBT más prominentes de la saga de Martin, aunque la relación adaptada de Renly y Loras en la representación del programa ha recibido críticas mixtas.

## Historia

#### EnCanción de hielo y fuego
Hermano menor de Robert y Stannis Baratheon, Renly era un niño cuando estalló la Rebelión de Robert. El maestre Cressen, protagonista del prólogo de Choque de reyes, afirma que Renly era un muchacho travieso, que siempre se ganaba la atención de los demás.
Tras la subida al trono de Robert, este nombró a Renly como su Consejero de Edictos, a la vez que lo nombraba señor de Bastión de Tormentas; eso causó conflictos con su hermano Stannis, al que solo le fue dado el título de Príncipe de Rocadragón, pese a que Bastión de Tormentas le pertenecía por derecho.
En Juego de tronos, Renly hace su primera aparición uniéndose a la comitiva del rey Robert que regresa a Desembarco del Rey; Sansa Stark queda obnubilada por Renly, a quien describe como el hombre más apuesto que ha conocido nunca. Renly asiste al encontronazo entre Joffrey Baratheon y Arya Stark, riéndose al oír que a Joffrey lo ha desarmado una niña.
Su siguiente aparición es en el Torneo de la Mano, donde es derrotado por Sandor Clegane. También le enseña a Eddard Stark, la Mano del Rey, un retrato de Margaery Tyrell para preguntarle si se parece a la difunta Lyanna Stark. Poco después, en uno de los capítulos dedicados a Arya Stark, se descubre que formaba parte de un plan tramado junto a Loras Tyrell para que Robert tomara como amante a Margaery e hiciera sus planes más fáciles.
Renly está presente cuando Robert es herido de muerte en la cacería. Mientras Robert está moribundo, Renly le sugiere a lord Eddard que tomen control de los hijos de Robert y Cersei para evitar que ella se haga con el poder, pero lord Stark rehúsa; posteriormente, Renly huye de Desembarco del Rey junto a Ser Loras y sus hombres de la Casa Tyrell.
Refugiado en Altojardín, Renly contrae matrimonio con Margaery Tyrell y consigue el apoyo de la poderosa Casa Tyrell, autoproclamándose Rey de los Siete Reinos, consiguiendo también el apoyo de las Casas de las Tierras de Tormentas. Renly descubre que su hermano Stannis también se ha proclamado rey y se dirige a Poniente para enfrentarse a él, por lo que parte a confrontarlo.
En la víspera de la batalla, Renly recibe la visita de Catelyn Tully en Puenteamargo, que ha llegado para proponer a Renly una alianza con su hijo Robb y para arbitrar en la disputa entre Renly y Stannis. Renly acepta esa alianza con Robb, pero el parlamento con su hermano resulta salir mal, pues ninguno renuncia a sus aspiraciones al trono. Cuando se preparaba para acudir a la batalla, una sombra entra en la tienda de Renly y lo asesina delante de lady Catelyn y de Brienne de Tarth; dicha sombra fue conjurada por Melisandre, una sacerdotisa de R'hllor al servicio de Stannis.

## Adaptación televisiva
En la adaptación televisiva de la HBO, Juego de tronos, el personaje de Renly es interpretado por el actor británico Gethin Anthony.

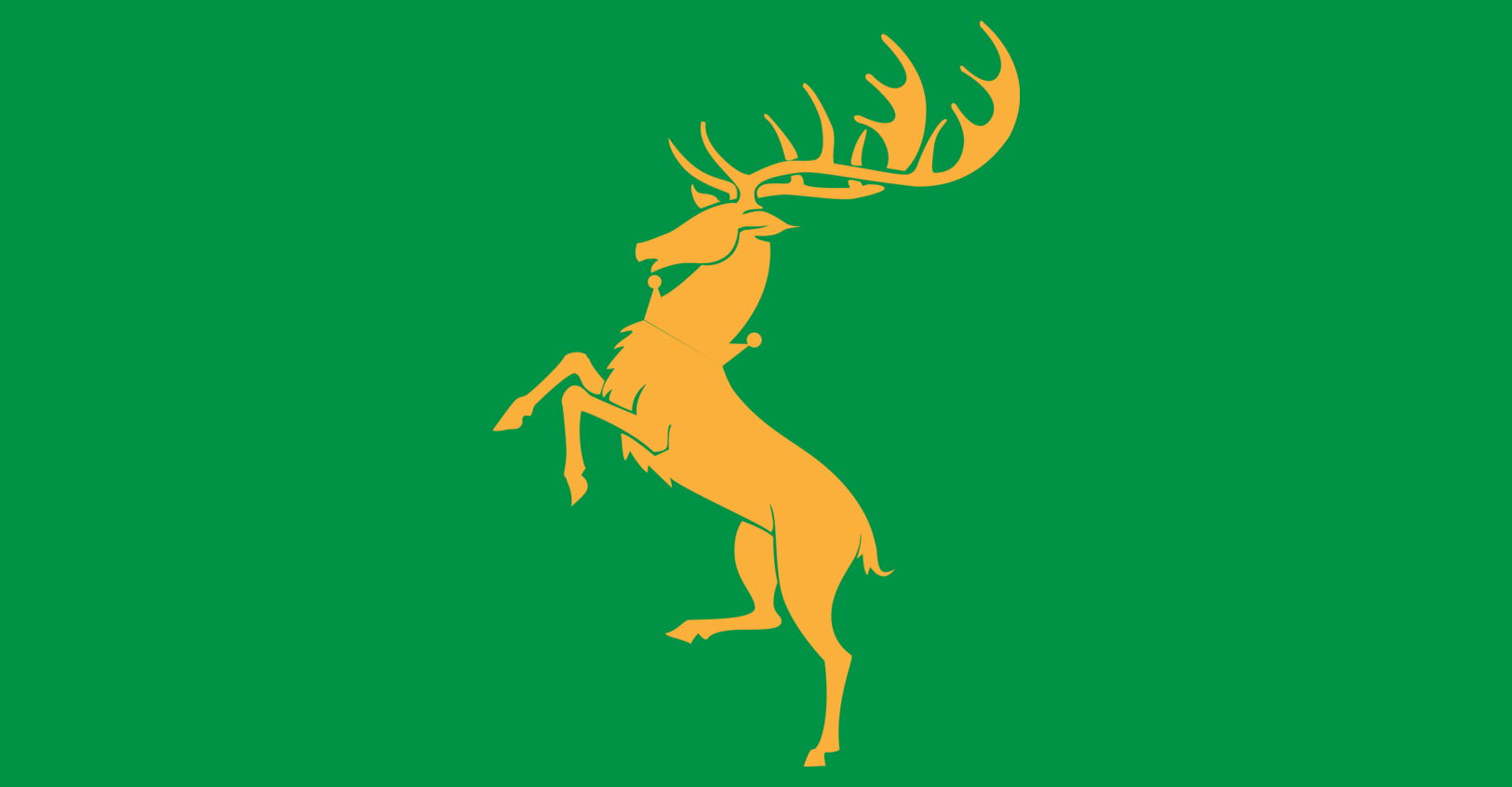
Estandarte de Renly Baratheon en la serie tras su autoproclamación como rey

### Primera temporada
Renly Baratheon, señor de Bastión de Tormentas y Consejero de Edictos de su hermano mayor el rey Robert Baratheon (Mark Addy), debuta en el episodio Lord Nieve de la primera temporada. Renly recibe a Lord Eddard Stark (Sean Bean), nueva Mano del Rey, en el Consejo Privado; Lord Stark denota su gran parecido con el rey Robert de joven. Dentro del Consejo Privado, Renly apoya el deseo del rey de acabar con la vida de Daenerys Targaryen antes de que pueda partir hacia Poniente con un ejército.
En el episodio El lobo y el león se revela que Renly y Loras Tyrell (Finn Jones) mantienen una relación clandestina. Loras incita a Renly a declarar su aspiración al Trono de Hierro con el apoyo de la poderosa Casa Tyrell; Renly replica que tan solo es el cuarto en la sucesión al trono tras sus sobrinos y su hermano Stannis, aunque Loras recalca que, una vez muerto Robert, Joffrey es un monstruo incapaz de gobernar, Tommen es demasiado joven y que Stannis «posee la personalidad de una langosta».
Renly participa en la cacería que le costará la vida a Robert cuando un jabalí le hiere de muerte después de estar embriagado por el vino. Mientras Robert se encuentra en su lecho de muerte, Renly confronta a Lord Stark para instarle a aliarse con él, neutralizar a Cersei Lannister (Lena Headey) y apoyarle en su aspiración al trono; Lord Eddard rehúsa, afirmando que su hermano Stannis es el legítimo heredero al trono una vez declare a los hijos de Robert y Cersei como bastardos nacidos del incesto. Poco después, el personaje de Varys (Conleth Hill) declara que Renly y Loras Tyrell han escapado de la capital junto a sus partidarios. En el episodio Por el lado de la punta, Kevan Lannister declara que tanto Renly como Stannis han reclamado el Trono de Hierro.

### Segunda temporada
En el episodio El Norte recuerda, se revela que Renly se ha autoproclamado rey con el apoyo de las casas Tyrell y Baratheon, reuniendo un ejército de casi 100.000 hombres, el mayor de todo Poniente, y, que además se ha casado con Margaery Tyrell, la hermana de Loras, como manera de asegurar su alianza con los Tyrell. Asimismo, toma como estandarte personal el blasón de la Casa Baratheon con los colores de la Casa Tyrell, siendo conocido como «El Rey en Altojardín» —por ser éste el asentamiento de la Casa Tyrell—.
Renly permanece junto a sus hombres sin participar activamente en la guerra, dejando que los Stark y los Lannister se enfrenten entre ellos. Sus ejércitos cortan el suministro de provisiones hacia la capital, lo que provoca una gran hambruna. A su vez, Tywin Lannister (Charles Dance) sabe que no puede perseguir a los Stark dejando su retaguardia desprotegida y Desembarco del Rey a merced de los ejércitos de Renly.
Catelyn Stark (Michelle Fairley) acude a parlamentar con Renly enviada por su hijo Robb, proclamado «Rey en el Norte» por sus lores. Renly se encuentra celebrando un torneo, durante el cual introduce a Brienne de Tarth (Gwendoline Christie) en su Guardia Real. Catelyn ha acudido para sugerir una alianza contra los Lannister, a lo que Renly replica que, para ello, Robb debe rendirle pleitesía como monarca de los Siete Reinos.
Stannis (Stephen Dillane) se encuentra finalmente con Renly. Ambos hermanos parlamentan con Catelyn Stark como árbitro, reclamando ambos que el otro le jure vasallaje como rey. El acuerdo es imposible, de manera que ambos se preparan para la inevitable batalla pese a que el ejército de Stannis es significativamente menor en número que el suyo.